# 柳叶紫珠
柳叶紫珠（学名：Callicarpa bodinieri var. iteophylla）是马鞭草科紫珠属紫珠的变种。分布于中国大陆的云南等地，生长于海拔550米至1,590米的地区，常生于林中，目前尚未由人工引种栽培。